# HMS Undine (R42)
«Андін» (англ. HMS Undine (R42) — військовий корабель, ескадрений міноносець типу «U» Королівського військово-морського флоту Великої Британії часів Другої світової та Холодної воєн.
Ескадрений міноносець «Андін» закладений 18 березня 1942 року на верфі компанії John I. Thornycroft & Company у Вулстоні. 1 червня 1943 року він був спущений на воду, а 23 грудня 1943 року увійшов до складу Королівських ВМС Великої Британії. Есмінець брав участь у бойових діях на морі в Другій світовій війні діяв на Середземному морі, забезпечував висадку союзників у Нормандії, бився на Тихому океані. За проявлену мужність та стійкість у боях бойовий корабель заохочений чотирма бойовими відзнаками.

## Бойовий шлях

### 1944
У травні 1944 року у ході підготовки до вторгнення союзних військ до Нормандії включений до складу сил «G» Східної оперативної групи флоту, де разом з есмінцями «Гренвілль», «Урса», «Ольстер», «Андонтед», «Арчін» та «Джервіс» і ескортними міноносцями «Пітчлі», «Кеттісток», «Коттесмор», «Краков'як» провели тренування в бомбардуванні позицій берегової артилерії нацистів на узбережжі Франції.
З початком операції «Нептун» «Андін» разом з лідером есмінців «Гренвілль» і нідерландським канонерським човном «Флорес» підтримував крейсери «Орайон», «Аякс», «Аргонавт» та «Емеральд», які вогнем корабельної артилерії підтримували висадку морського десанту на плацдарм «Голд».

### 1945
4 січня 1945 року 63-тя об'єднана оперативна група британського флоту завдала потужного удару по нафтопереробній інфраструктурі у Пангкаланзі на Суматрі, де хазяйнували японські окупанти.
24 січня 1945 року британці провели черговий наліт у ході операції «Меридіан» на об'єкти нафтової промисловості в Палембанг.
З 6 липня до другої половини серпня 1945 року британська 37-ма оперативна група діяла біля берегів Японії, завдаючи удари по найважливіших об'єктах. Так, 17 липня кораблі та авіація союзників атакували цілі в Токіо та Йокогамі.